# シラバブ
シラバブ（英語: Syllabub）とは、イギリスのデザート、飲料である。16世紀から19世紀にかけて人気があった飲み物であり、今日ではこれを元にしたデザートが食べられている。
現代のデザートであるシラバブは脂肪分の高い生クリーム（ダブルクリーム）に砂糖、アルコール類、レモンを加えたものが主流であり、フルーツを加えたアレンジがされることもある。

## 歴史
シラバブの語源は判明しておらず、"Sillabub"、"Sillebub"、と綴られることもあった。一説にはフランスのシャンパーニュ地方を指す"Sill"、"Sille"と泡立った飲み物を意味する"bub"をつなげたものと言われている。
17世紀から18世紀にかけての時期には3種類のシラバブが存在していた。搾りたての温かい牛乳を香辛料を加えたシードル（リンゴ酒）やエール (ビール)に入れ、表面に浮かんだ軽い凝乳（カード）とその下の乳清（ホエイ）がシラバブとして飲まれていた。この飲み物はイングランド王チャールズ2世の好物であり、セント・ジェームズ・パークにはシラバブ用の牛が飼われていたという。
牛乳の代わりにクリームを用いるホイップド・シラバブ（Whipped Syllabub）は、入念に泡立てた上で一晩置いたクリームをアルコール類が注がれたグラスに載せて供された。このシラバブは富裕層に好まれ、シードルやエールといった安価な酒に代えてワインやシェリー酒に似たサックという酒が使われていた。18世紀にハナー・グラスが刊行した料理書"The Art of Cookery made Plain and Easy"の中にはホイップド・シラバブのレシピが収録されており、「1クォートのクリーム、2分の1パイントのサック、セビーリャのオレンジ、レモンから作ったジュース、レモンの皮、砂糖」が材料として記されている。
その後エヴァーラスティング・シラバブ（Everlasting Syllabub）という液体と固体の中間の性質の飲料が考案され、これが今日食べられているデザートのシラバブの原型となった。